# Puericultura
La puericultura è un ramo della pediatria che si occupa di cura e allevamento del bambino dal punto di vista dello sviluppo fisico e psichico, sia nel periodo prenatale, attraverso le cure prestate alla madre, sia nel periodo immediatamente   successivo alla nascita e nella prima infanzia.

## Definizione e origini
Nel 1865 nasce la definizione di puericultura, intesa come quella scienza che si occupa dell'igiene e dell'allevamento del bambino.
Scientificamente si tratta di una branca della pediatria che studia i problemi relativi all'accrescimento e allo sviluppo fisico e psichico del bambino, dalla nascita al termine della prima infanzia.
Secondo il dott. Lelong, il termine puericultura è stato ufficialmente ammesso per indicare il ramo di specializzazione della medicina, la medicina preventiva per l'infanzia: “Mentre la pediatria ha come oggetto, per tradizione, il bimbo ammalato e le terapie necessarie, la puericultura si rivolge al bimbo sano. Si propone di farlo nascere sano, di assicurarne il regolare accrescimento e il pieno sviluppo delle potenzialità fisiche e psichiche”. 
Alla base della puericultura vi sono un gran numero di scienze quali genetica, dietologia, fisiologia, psicologia medica, sino alla sociologia, nonché le varie ramificazioni della puericultura legate ai vari momenti dell'infanzia: prenatale, natale, postnatale, della cosiddetta prima infanzia che si concluderebbe al terzo anno di vita. Infatti, secondo quanto afferma la Dott.ssa Virginia Angiola Borrino, "fondamentali sono la qualità e la quantità degli alimenti somministrati e delle attenzioni che gli vengono date" 
Per quanto riguarda i prodotti di puericultura presenti nel mercato si deve fare innanzitutto un'importante distinzione tra puericultura leggera e puericultura pesante. 
Pur trattandosi sempre di prodotti utili e necessari alla cura e alla crescita del bambino, quando si parla di puericultura leggera ci si riferisce a prodotti alimentari, giocattoli, prodotti sanitari, oggetti quali biberon o articoli per il bagno.  
La puericultura pesante si occupa invece di prodotti che soddisfano esigenze di trasporto, e di tutti quegli strumenti che aiutano il bambino nel suo processo di crescita. In questa categoria rientrano in primis carrozzine e passeggini, oltre a seggioloni, culle, fasciatoi, marsupi, seggiolini auto, ecc.